# Linje 14 (Paris metro)
| Urban head station in tunnel |

| Urban tunnel station on track |

| Urban tunnel station on track |

| Urban tunnel station on track |

| Urban tunnel stop on track |

| Urban tunnel station on track |

| Urban tunnel station on track |

| Urban tunnel station on track |

| Urban tunnel station on track |

| Urban tunnel station on track |

| Urban tunnel station on track |

| Urban tunnel stop on track |

| Urban tunnel station on track |

| Urban tunnel stop on track |

| Urban tunnel stop on track |

| Urban tunnel stop on track |

| Urban tunnel stop on track |

| Urban tunnel stop on track |

| Urban tunnel station on track |

| Urban tunnel station on track |

| Urban end station in tunnel |

| Urban head station in tunnel |

| Urban tunnel station on track |

| Urban tunnel station on track |

| Urban tunnel station on track |

| Urban tunnel stop on track |

| Urban tunnel station on track |

| Urban tunnel station on track |

| Urban tunnel station on track |

| Urban tunnel station on track |

| Urban tunnel station on track |

| Urban tunnel station on track |

| Urban tunnel stop on track |

| Urban tunnel station on track |

| Urban tunnel stop on track |

| Urban tunnel stop on track |

| Urban tunnel stop on track |

| Urban tunnel stop on track |

| Urban tunnel stop on track |

| Urban tunnel station on track |

| Urban tunnel station on track |

| Urban end station in tunnel |

Paris metrolinje 14 är en tunnelbanelinje i Paris metro som öppnades 1998 i Paris i Frankrike. Den är en av de snabbaste i nätet. Linjen sammanbinder station Saint-Denis–Pleyel  i norr med Aéroport d'Orly i söder via knutpunkten Châtelet. Med en längd av 27,8 km och 21 stationer går linjen helt under jord och är den nyaste i nätet. Linjen är förarlös och körs automatiskt likt Köpenhamns metro. Stationerna är moderna och har glasdörrar som öppnas då ett tåg stannat på stationen. Likadana dörrar har byggts på linje 1.

## Historia
- 1998: Linje 14 öppnar mellan Madeleine och Bibliothèque F. Mitterrand.
- 2003: Linjen förlängs från Madeleine till Saint-Lazare.
- 2007: Sträckan Bibliothèque François Mitterrand till Olympiades öppnar.
- 2020: Delen Saint-Lazare till Mairie de Saint-Ouen öppnar.
- 2021: Porte de Clichy station öppnas för linje 14.
- 2024: Linjen förlängs från Olympiades till Aéroport d'Orly i söder samt från Mairie de Saint-Ouen till Saint-Denis–Pleyel i norr. I december öppnar Villejuif–Gustave Roussy station.

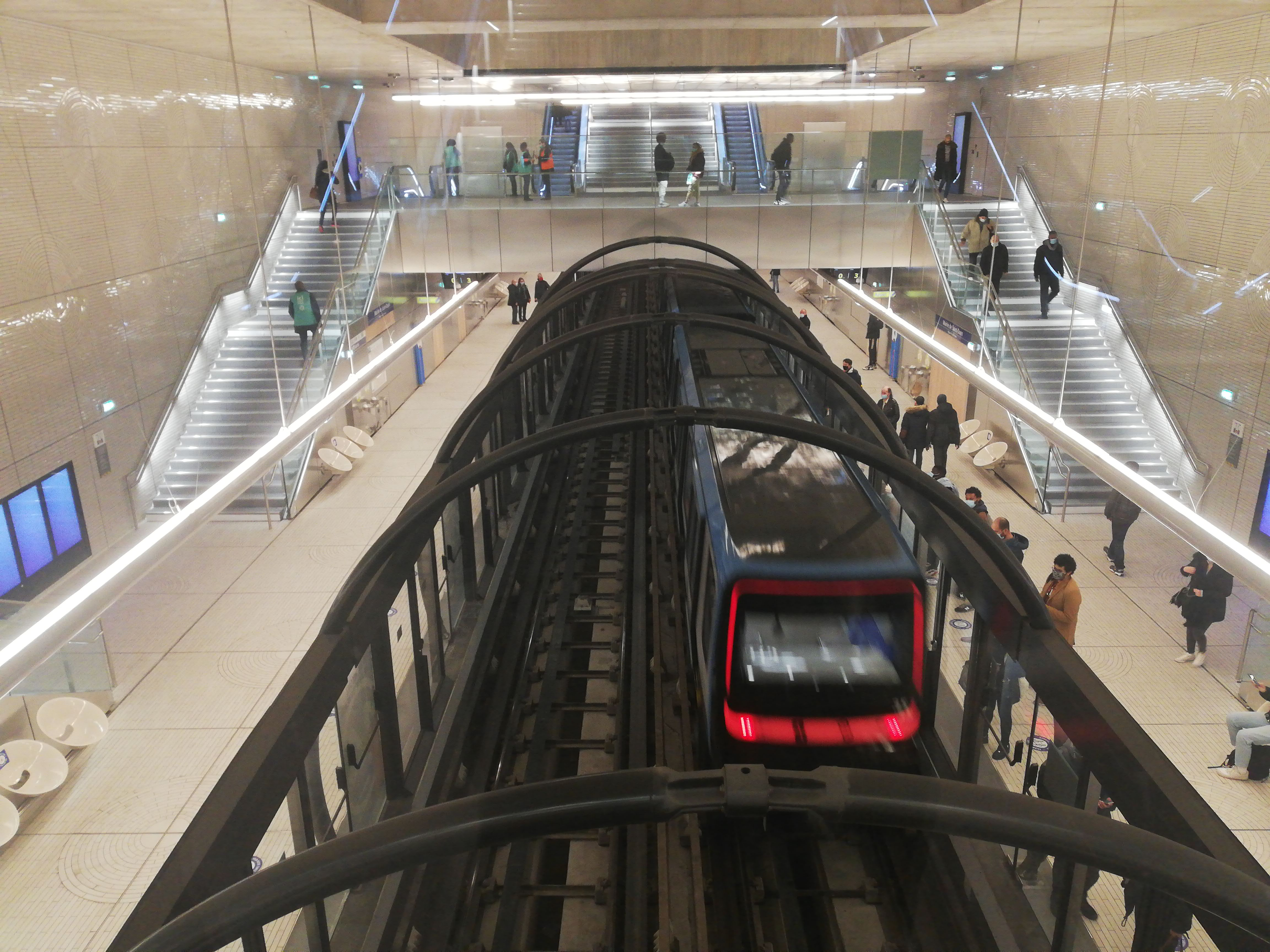
Mairie de Saint-Ouen
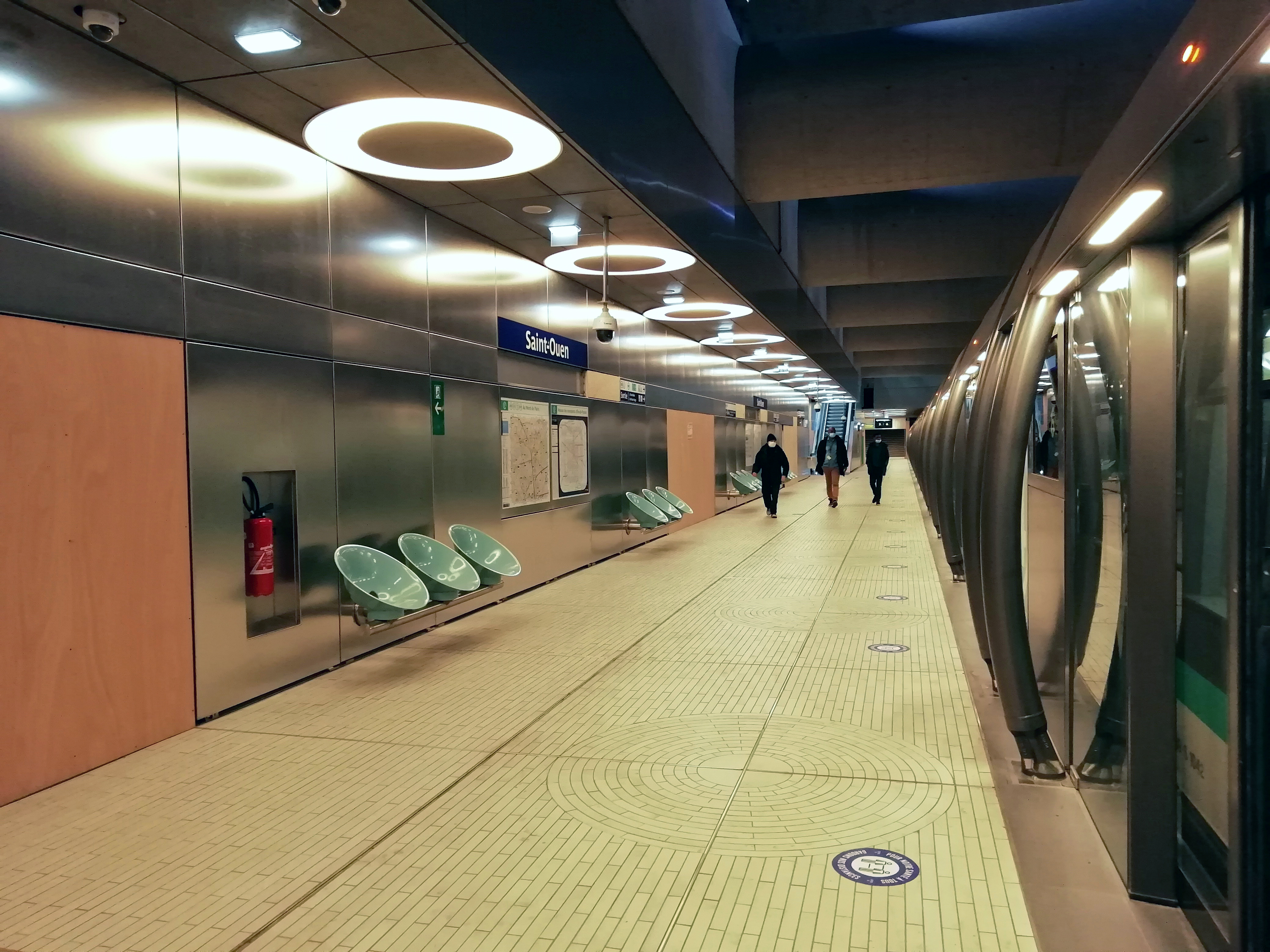
Saint-Ouen
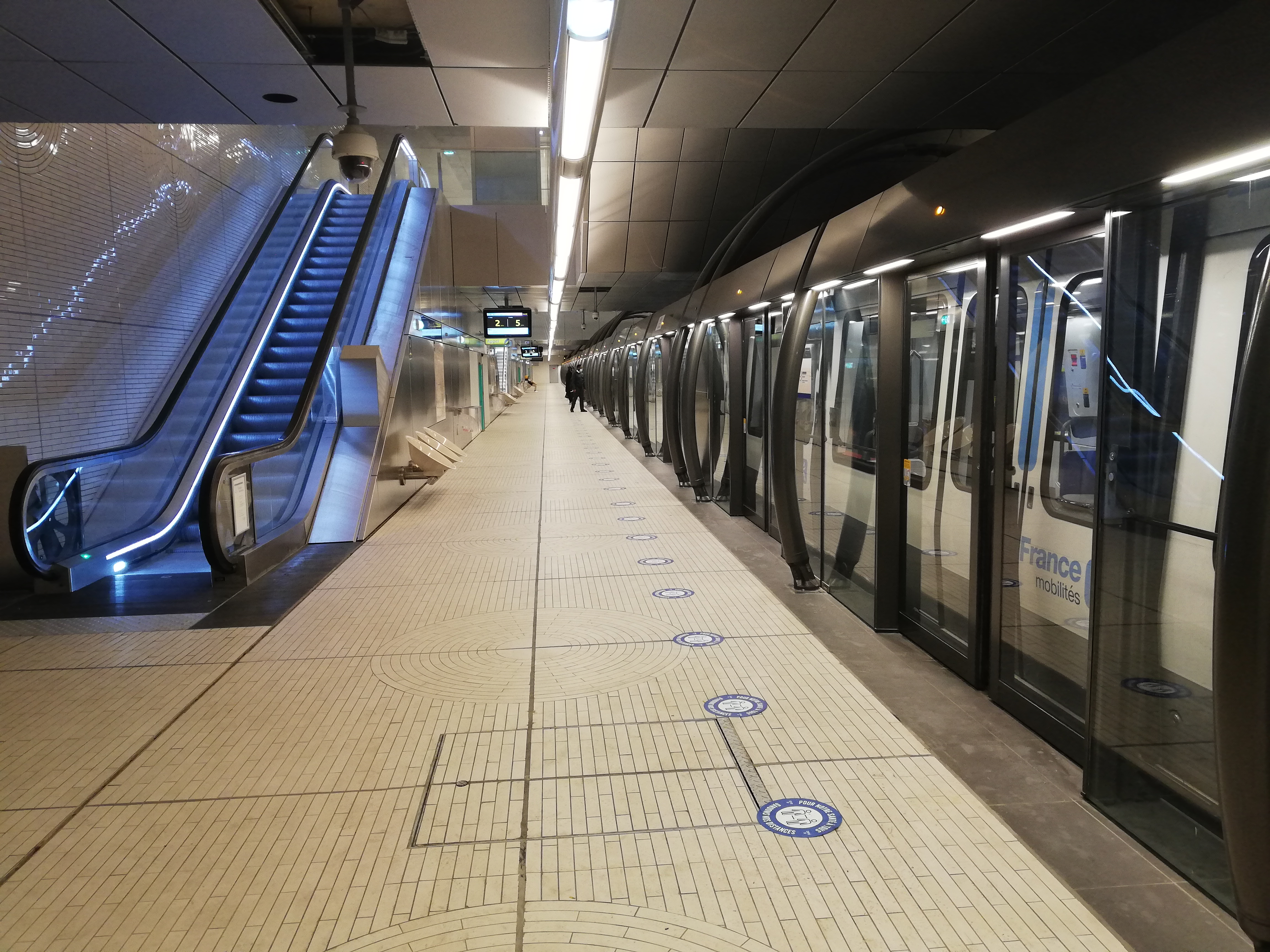
Porte de Clichy
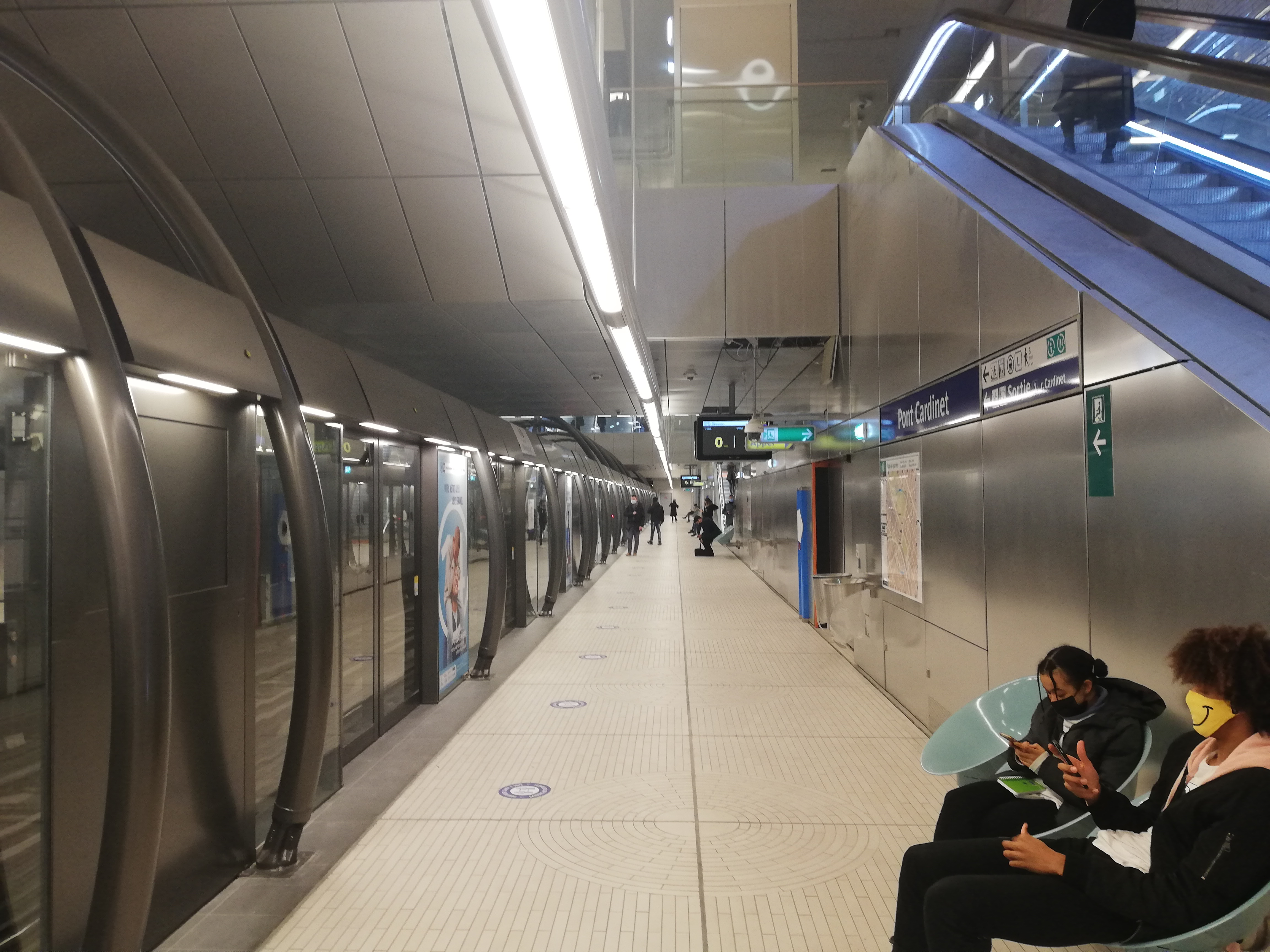
Pont Cardinet
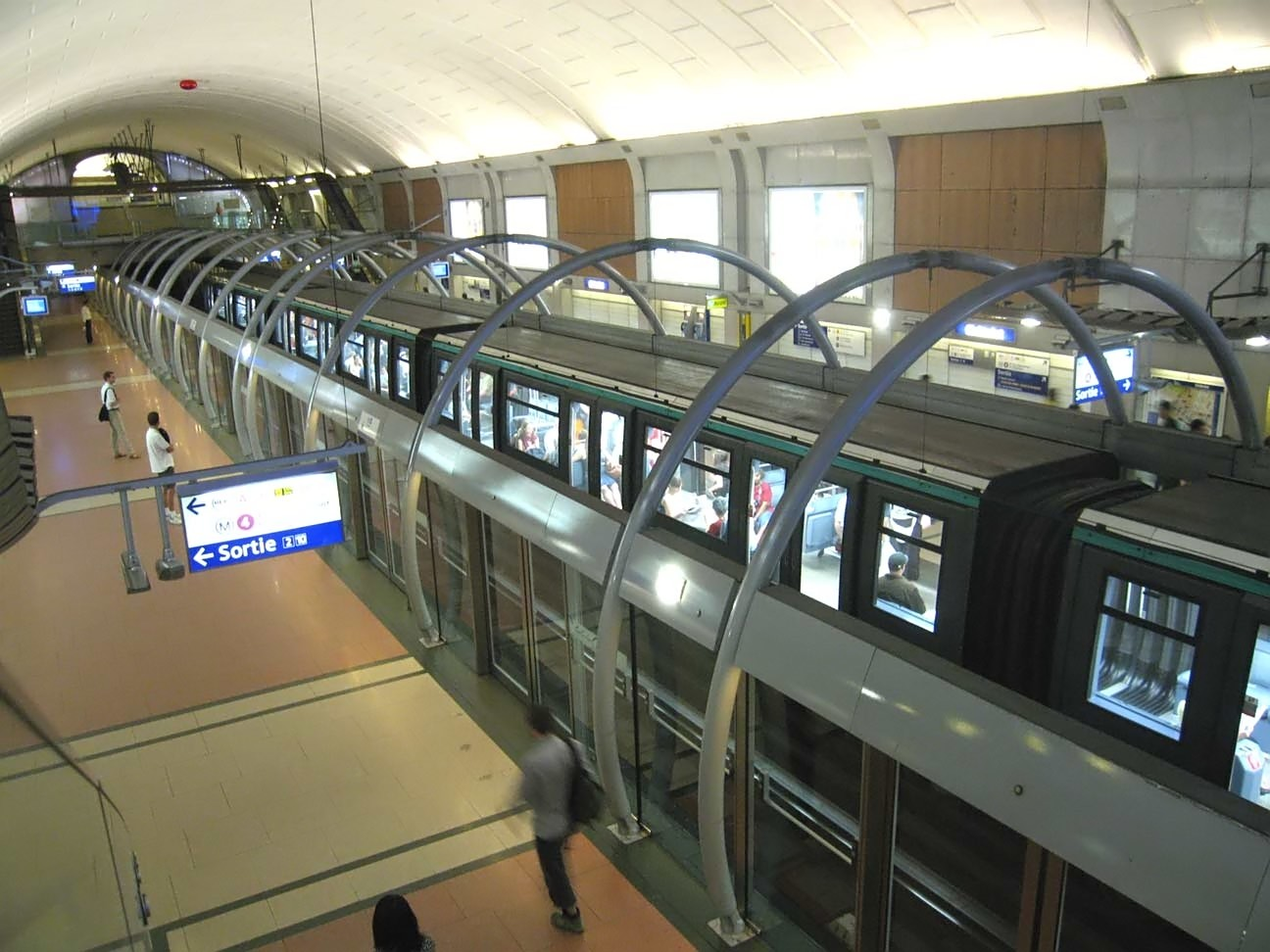
Châtelet
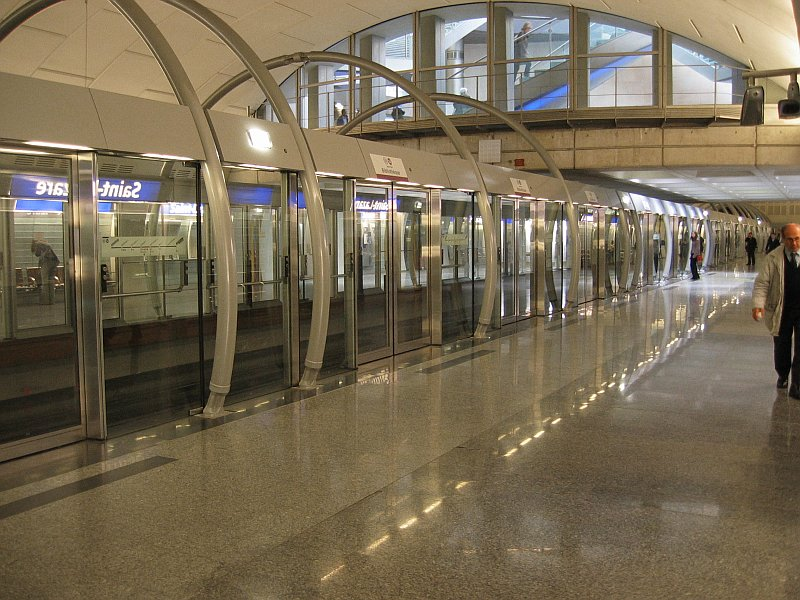
Saint-Lazare
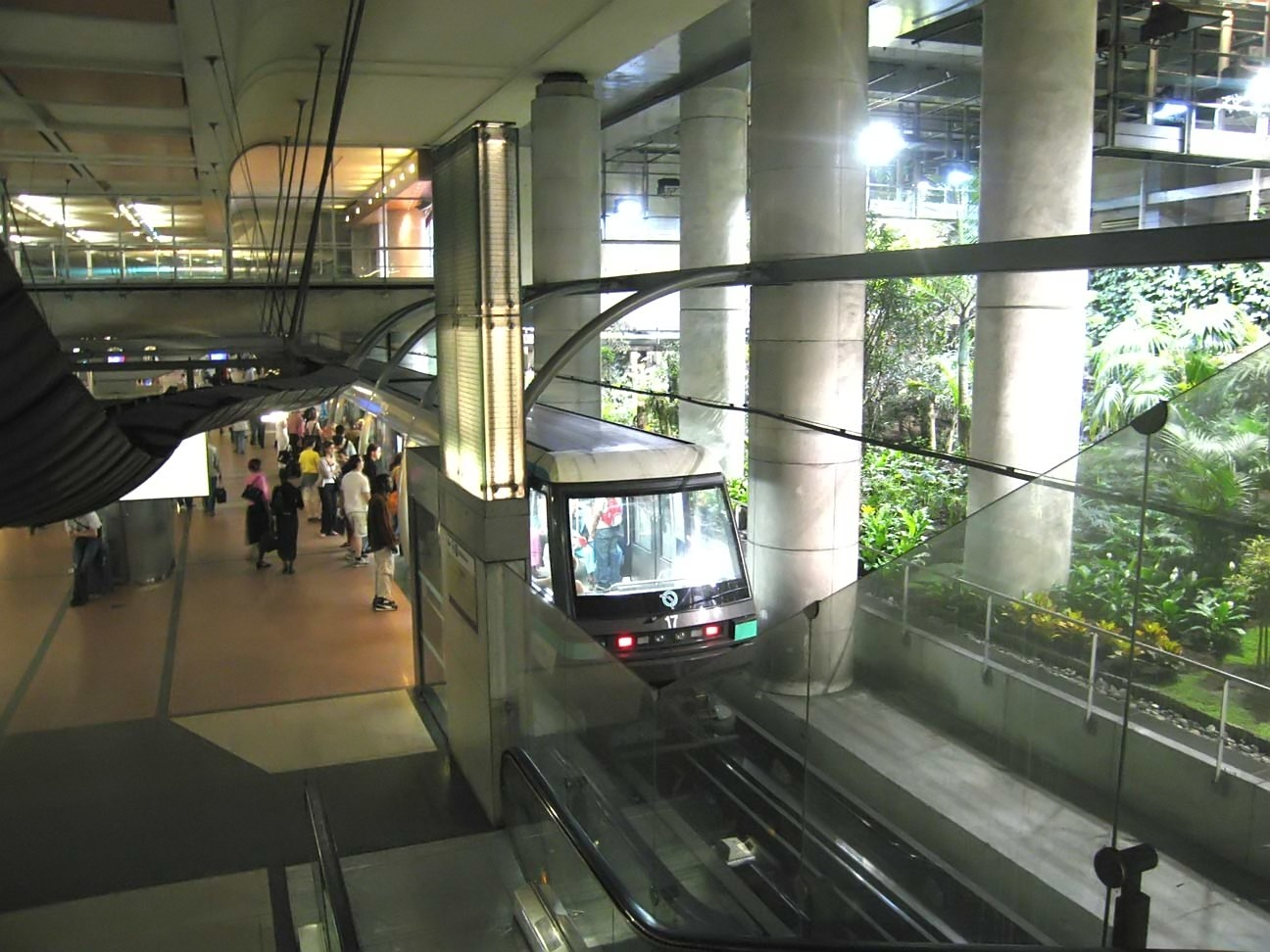
Gare de Lyon
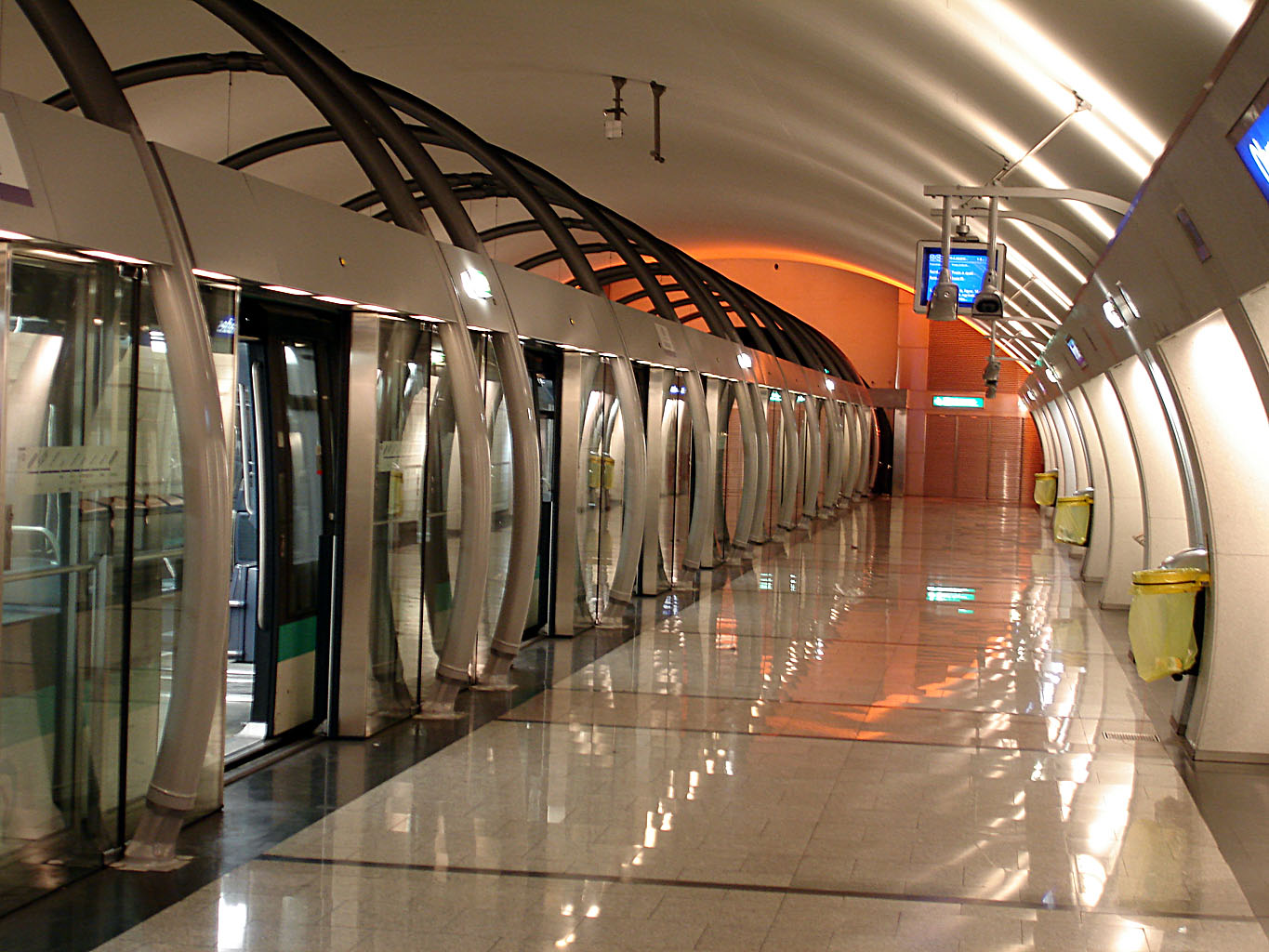
Olympiades